# Östra Långtjärnen (Sorsele socken, Lappland)
Östra Långtjärnen är en sjö i Sorsele kommun i Lappland och ingår i Umeälvens huvudavrinningsområde. Sjön har en area på 0,144 kvadratkilometer och ligger 321,9 meter över havet. Sjön avvattnas av vattendraget Långtjärnsbäcken.

## Delavrinningsområde
Östra Långtjärnen ingår i det delavrinningsområde (724174-159056) som SMHI kallar för Ovan 724038-159315. Medelhöjden är 366 meter över havet och ytan är 14,05 kvadratkilometer. Det finns inga avrinningsområden uppströms utan avrinningsområdet är högsta punkten. Långtjärnsbäcken som avvattnar avrinningsområdet har biflödesordning 3, vilket innebär att vattnet flödar genom totalt 3 vattendrag innan det når havet efter 274 kilometer. Avrinningsområdet består mestadels av skog (75 procent) och sankmarker (19 procent). Avrinningsområdet har 0,14 kvadratkilometer vattenytor vilket ger det en sjöprocent på 1 procent.